# フランドル (映画)
『フランドル』（Flandres）は、2006年のフランス映画。
第59回カンヌ国際映画祭でグランプリを受賞。

## キャスト
- デメステル：サミュエル・ボワダン（吹替：西凜太朗）
- バルブ：アデライード・ルルー（吹替：坂本真綾）
- ブロンデル：アンリ・クレテル（吹替：内田夕夜）
- ブリッシュ：ジャン＝マリー・ブルヴェール（吹替：柿原徹也）
- ルクレール：ダヴィド・プーラン（吹替：藤井啓輔）
- モルダック：パトリス・ヴナン（吹替：竹若拓磨）
- ダヴィド・ルゲ
- その他の声の吹き替え：檀臣幸／北川勝博／魚建／田代有紀／加納千秋／間宮康弘／真仲恵吾／大倉喬史／古宮吾一